# Castelnau-sur-l’Auvignon
Castelnau-sur-l’Auvignon település Franciaországban, Gers megyében. Lakosainak száma 147 fő (2022. január 1.). Castelnau-sur-l’Auvignon Blaziert, Caussens, Condom, Gazaupouy, Marsolan és La Romieu községekkel határos.

## Népesség
A település népességének változása:
| Lakosok száma | 157  | 148  | 139  | 155  | 177  | 159  | 147  | 143  | 145  | 147  |
|               | 1968 | 1982 | 1990 | 2006 | 2013 | 2015 | 2017 | 2019 | 2020 | 2022 |